# Acropoli di Arpino
L'Acropoli di Arpino è un sito archeologico situato al centro di Arpino, uno dei più importanti per la conoscenza dell'architettura megalitica del Lazio meridionale, non solo per la grande estensione delle mura ma anche per la loro vetustà, maggiore di quella di altri siti (collocabile secondo alcuni in piena età del ferro, VIII/VII secolo a.C.), e classificabili secondo la scala ideata da Giuseppe Lugli nella seconda maniera.

## Descrizione
La civitas vetus della città rappresenta una delle cinte murarie meglio conservate costruite in opera poligonale in epoca preromana. Di particolare significatività è la presenza di un "arco a sesto acuto" unico sopravvissuto nel suo genere in tutta l'area mediterranea. 
Trattasi di un tipico arco a mensola, che viene a costituire una porta cosiddetta scea.
Le porte scee (famose quelle dell'antica Troia) sono varchi nelle cinte murarie che non si aprono frontalmente, bensì di lato, e precisamente in lato sinistro (scaevus, in latino "sinistro") su una muraglia sghemba; in tal modo, per entrare nella città fortificata si doveva esporre agli abitanti il lato destro del corpo, che in caso di guerra e in caso di soldati attaccanti era quello sguarnito dalla difesa dello scudo (il quale veniva tenuto con la mano sinistra, mentre l'arma veniva tenuta con la mano destra).
Gli abitanti godevano pertanto del sostanziale vantaggio di poter respingere un potenziale attacco nemico, colpendo il nemico nel lato sguarnito da difesa, quello destro.

L'Acropoli di Arpino, detta Civitavecchia, 627 m s.l.m., con lo sfondo della valle del Liri e dei Monti Ernici

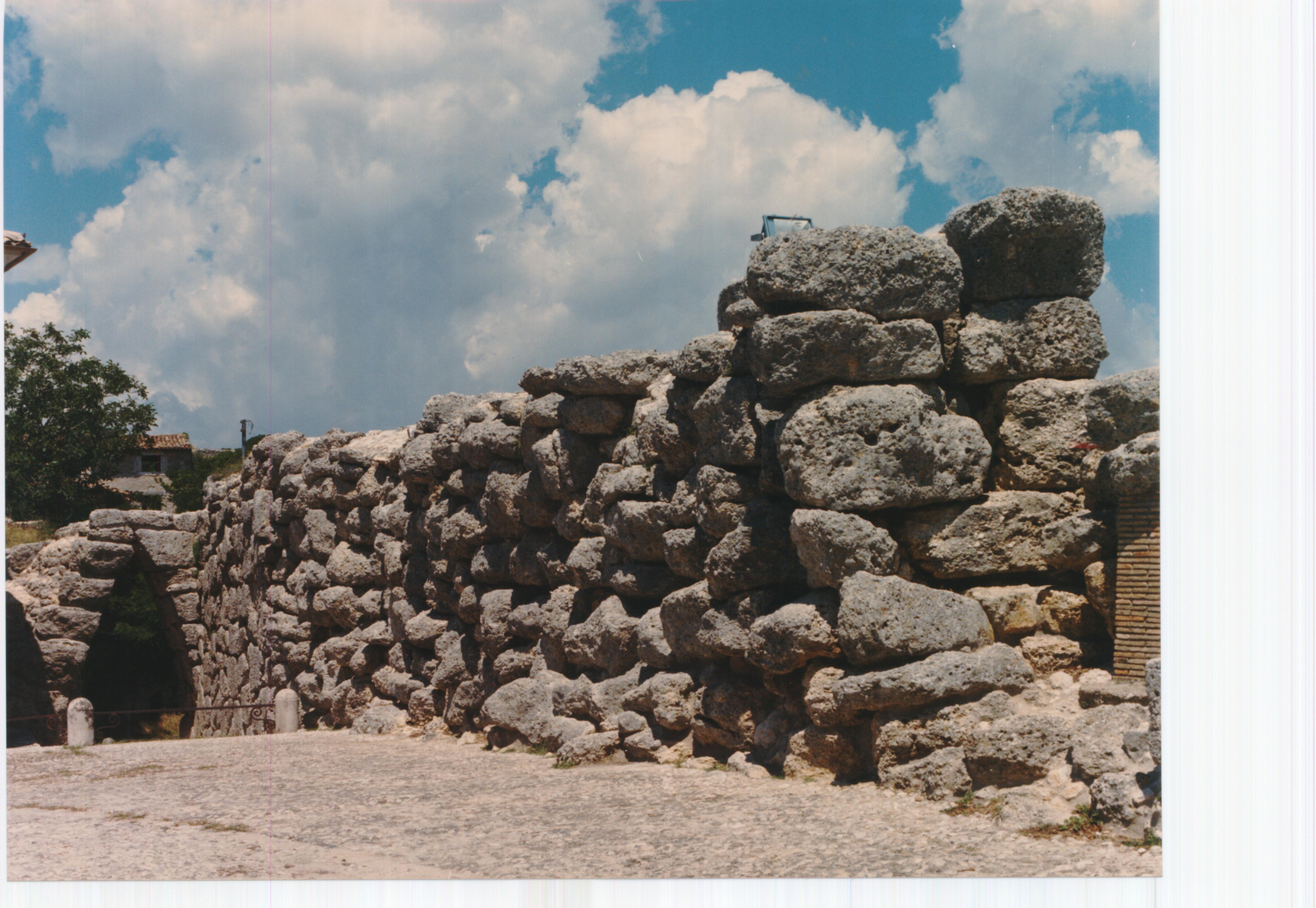
Arco a sesto acuto e tratto di mura poligonali della seconda maniera nell'Acropoli di Arpino

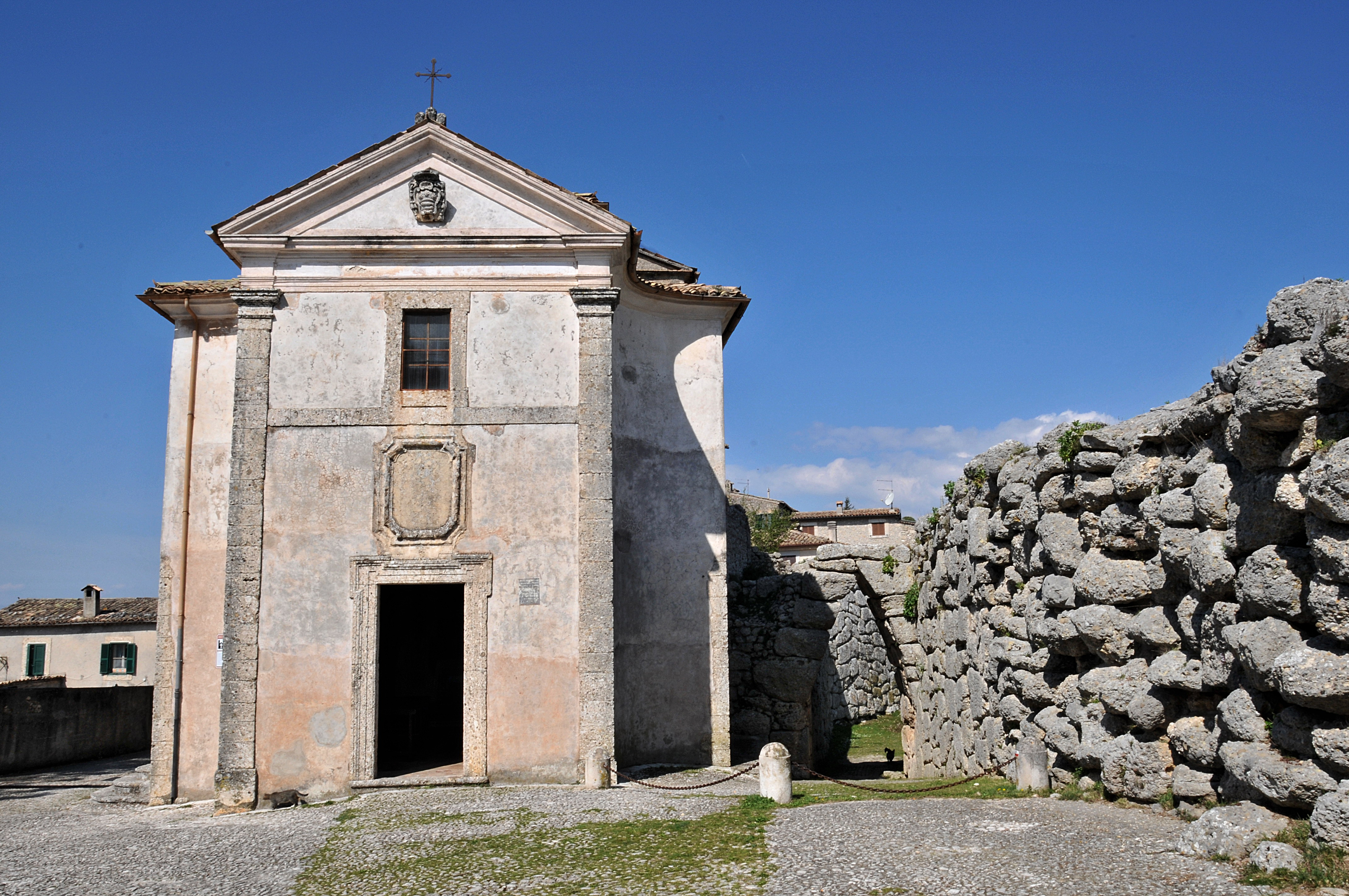
Chiesa della Santissima Trinità e Arco a sesto acuto

Giustiniano Nicolucci, antropologo e archeologo originario di Isola del Liri, in gioventù allievo del collegio Tulliano di Arpino, indi illustre docente all'università di Napoli (ove fu fondatore e titolare della cattedra di antropologia), strinse amicizia con il celeberrimo archeologo tedesco Heinrich Schliemann, riuscendo tra l'altro a condurlo ad Arpino nel settembre 1875 e a intrattenere con lui un interessante carteggio tra il 1874 e il 1889.
L'Acropoli è difesa in lato nord da poderose mura poligonali della seconda maniera, che raggiungono anche l'altezza di sei metri in alcuni punti, e si articolano con l'Arco a sesto acuto in un sistema di difesa di epoca preromana.
L'Acropoli, situata a un'altitudine media di m. 627 s.l.m., è oggi chiamata Civita Vecchia o Civitavecchia (C'tavecchia in dialetto arpinate), probabilmente in contrapposizione alla Civita Falconara (cì'uta in dialetto arpinate), costituente la parte più impervia ed elevata del sottostante centro storico di Arpino e situata su un contrafforte quasi opposto alla Civitavecchia in aspetto ovest-sud-ovest.
Sia la Civitavecchia sia la Civita Falconara sono raggiunte e difese da mura poligonali della seconda maniera, le quali costituiscono una cinta muraria completa per un perimetro di più di tre chilometri (di cui almeno un chilometro e mezzo in buone condizioni), racchiudente sia la città di Arpino propriamente detta (altitudine media m. 450 s.l.m.) sia la Civitavecchia (m. 627 s.l.m.), sia la collina e il dislivello esistenti tra le due; le mura si sviluppano non solo in tratti pianeggianti, dove a volte assumono aspetti imponenti di più di sei metri di altezza, ma anche lungo i dislivelli orografici, discendendo e risalendo dalla Civitavecchia alla Civita Falconara, e fungendo spesso in quest'ultima (specie nel quartiere Caùto, attuale via Caio Mario) da fondamenta di case, giardini e palazzi di epoca più recente, non di rado inglobate nei sotterranei e nei divisori di tali fabbricati.
Civitavecchia, come l'Acropoli è oggi chiamata comunemente, è ancor oggi abitata da un centinaio di persone, alcune delle quali dedite in loco all'artigianato e alle attività agricole; il borgo è tutelato ai fini storico-ambientali e all'interno di esso non vi sono esercizi commerciali.
Oltre all'Arco a sesto acuto e alle mura poligonali, con vari torrioni strategici aggiunti nell'età moderna (probabilmente a cavallo tra il quindicesimo e il sedicesimo secolo), i monumenti di più grande interesse all'interno dell'Acropoli sono la cosiddetta "Torre di Cicerone", restaurata nel 2011 (residuo di un castello merlato medievale di cui si conserva sul retro della torre una piccola piazza d'armi con cisterna e ruderi delle fondazioni delle altre torri), la Chiesa di San Vito, con una bella facciata e campanile del XVII/XVIII secolo in puddinga di Arpino, un interno pesantemente rimaneggiato in epoca moderna e una pala d'altare del Cavalier d'Arpino raffigurante i Santi Vito, Modesto e Crescenzia del 1625/1627, e, in aderenza all'Arco a sesto acuto, la piccola Chiesa della Santissima Trinità o del Simulacro del Crocefisso, unica chiesa con pianta a croce greca in Arpino, edificata nel 1720, con una facciata in severo stile tardobarocco con suggestioni neoclassiche, costituita da un corpo aggettante delimitato da due paraste in puddinga, e interno in parte affrescato e ornato con motivi religiosi tardobarocchi.

## Galleria d'immagini

Panoramica della Torre medievale detta di Cicerone, dell'Arco a sesto acuto e del lato e campanile della Chiesa della Santissima Trinità in Civitavecchia di Arpino, con torrione di età moderna in primo piano
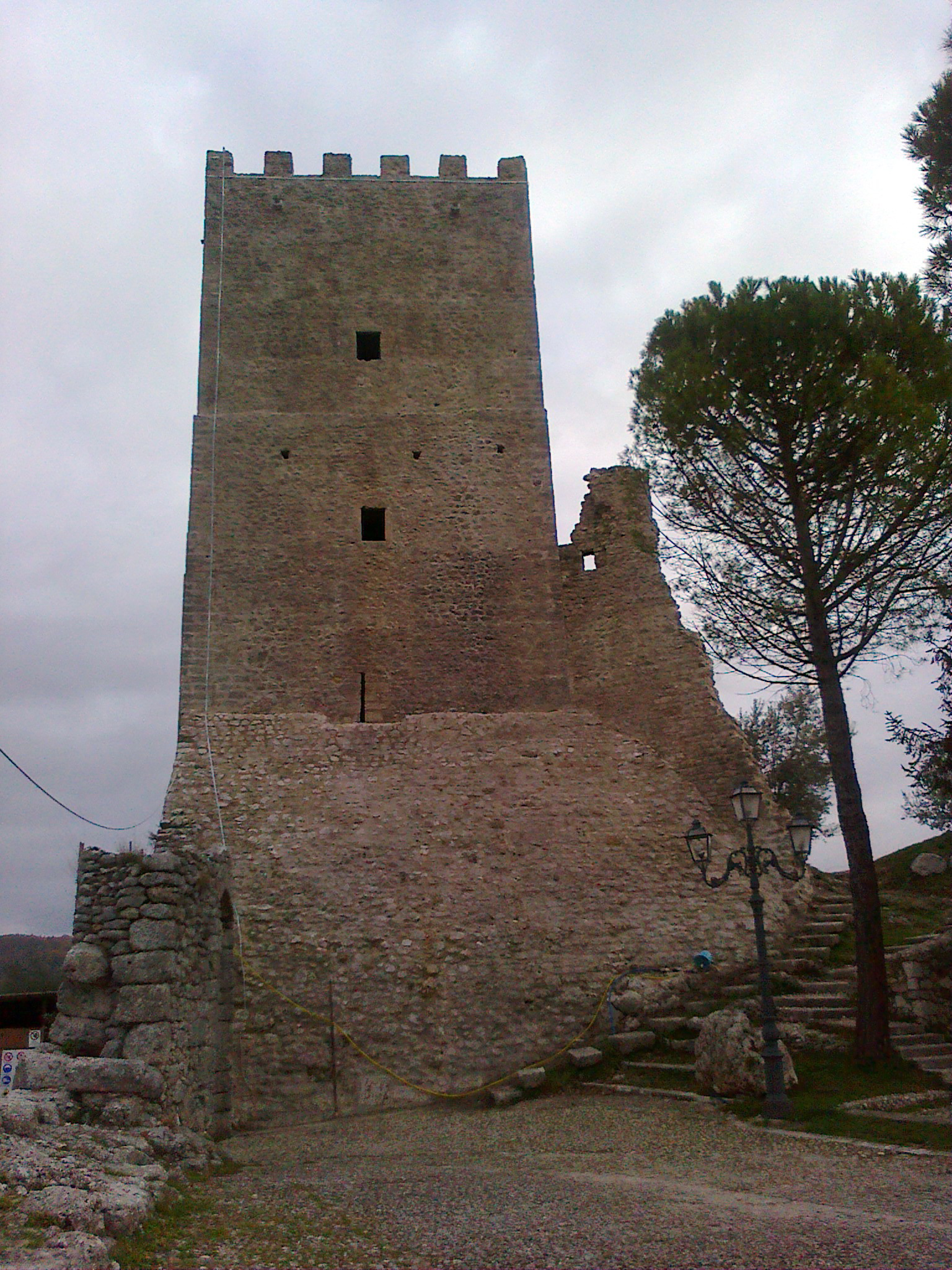
La Torre medievale detta di Cicerone dopo il restauro del 2011
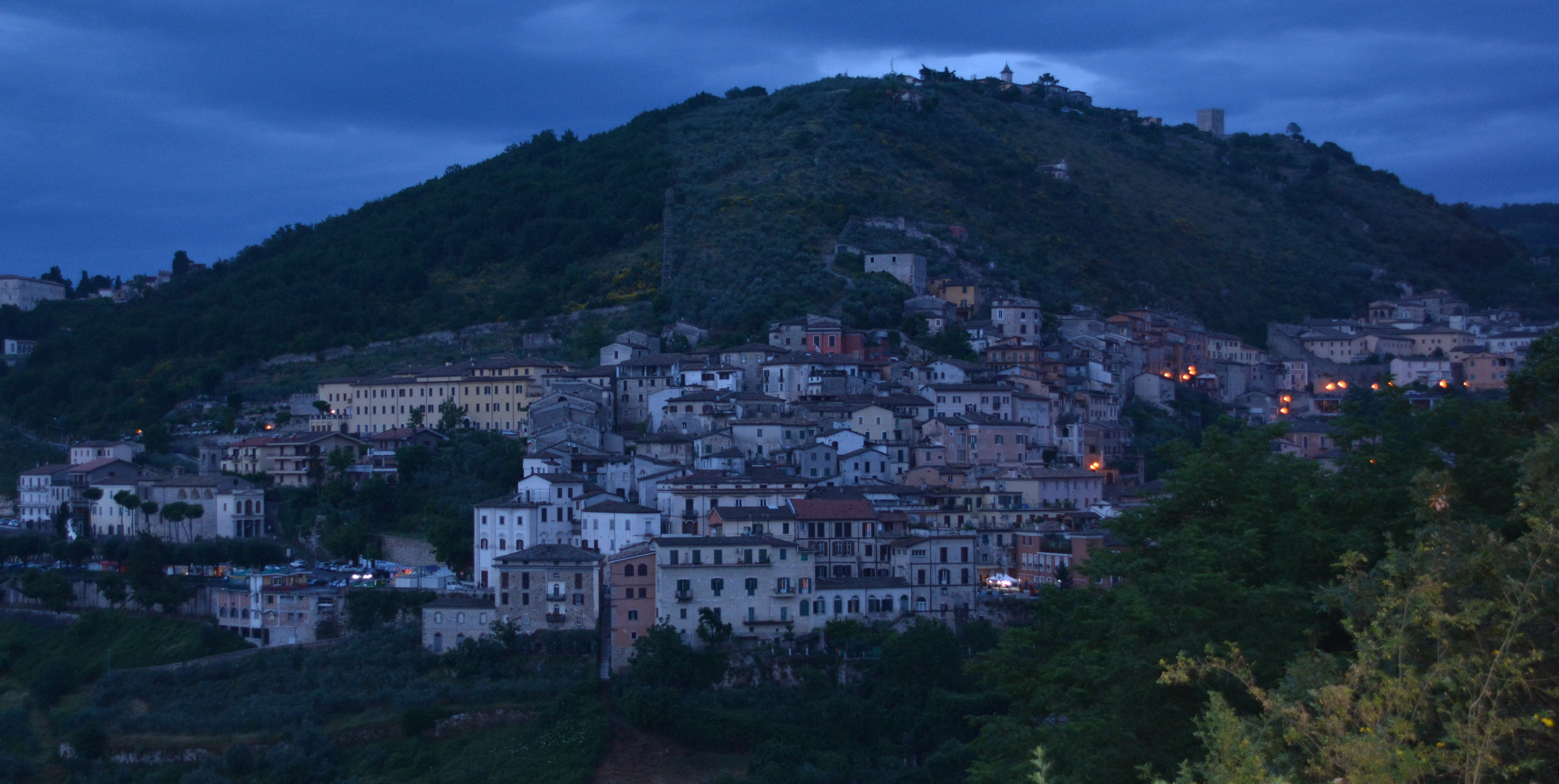
Panoramica vista dalla Civita Falconara, con l'Acropoli in alto a sinistra e le mura megalitiche che discendono nella città di Arpino al centro seguendo il pendio
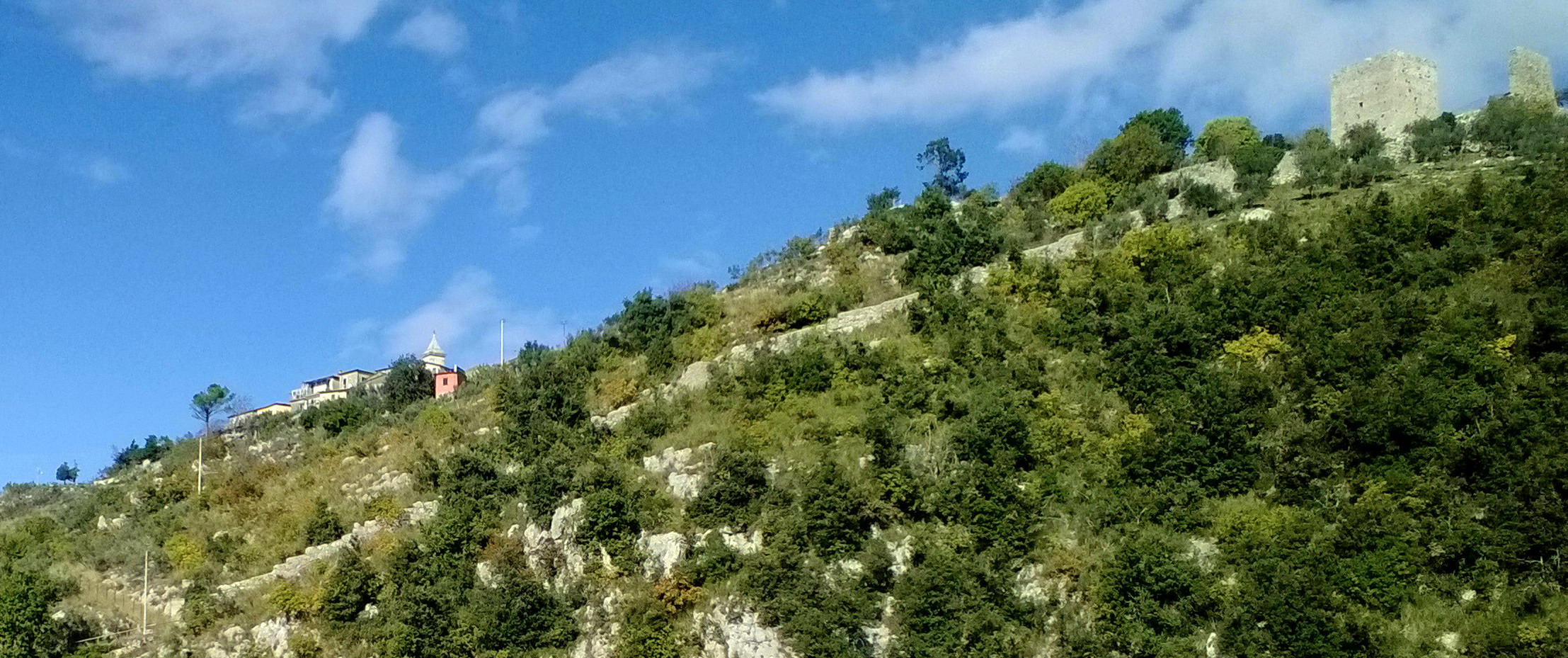
Le mura megalitiche a est discendenti dalla Torre di Civitavecchia alla Città di Arpino
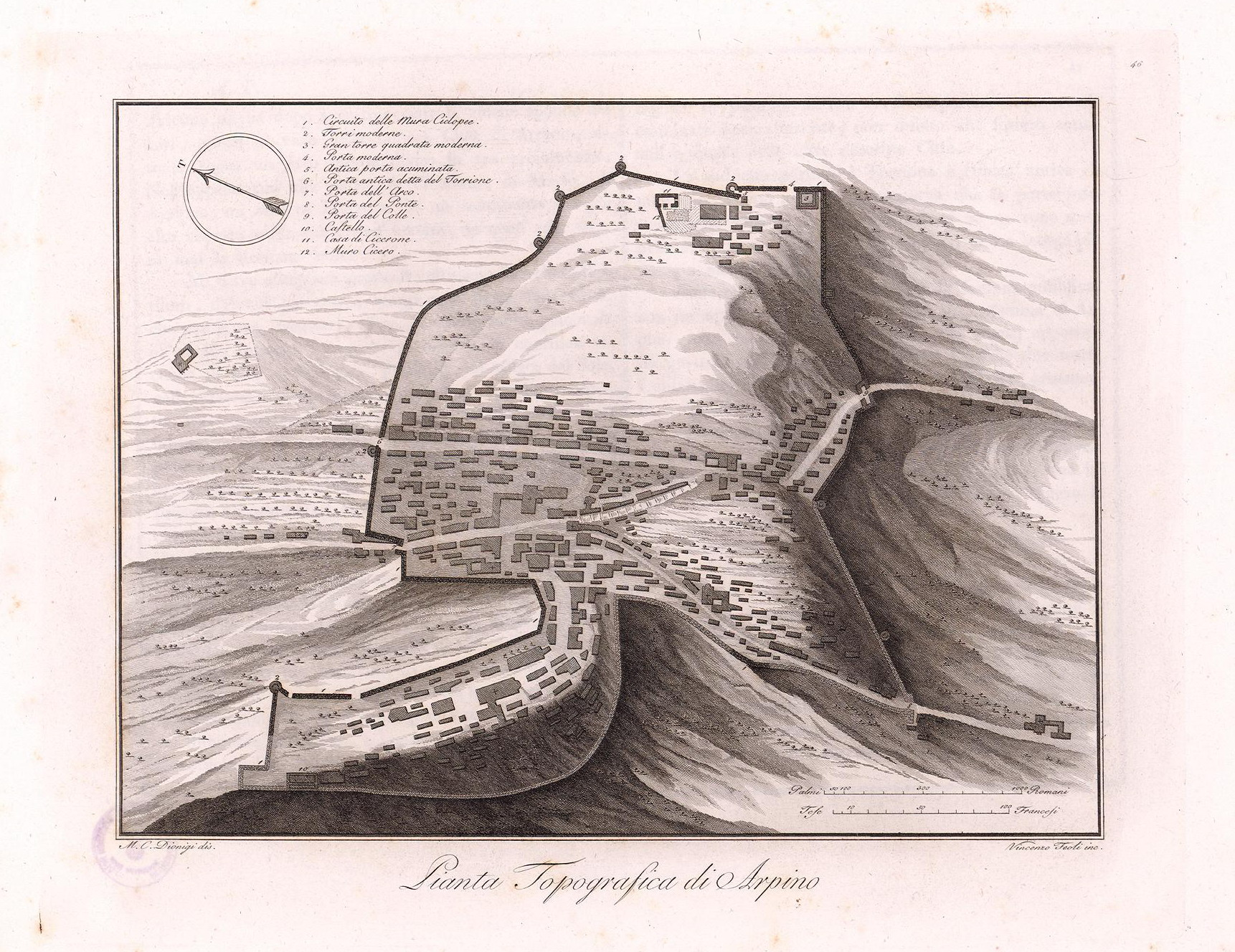
Pianta topografica della Città di Arpino (comprendente l'Acropoli) stampata sul volume "Viaggi nelle antiche città del Lazio" di Marianna Candidi Dionigi, del 1809/1812; l'Acropoli è raffigurata nella parte alta del disegno